# 土岐政康
土岐 政康（とき まさやす、生没年不詳）は、室町時代後期の武将、守護大名。伊勢守護。土岐持頼の子。土岐氏の一族である土岐世保家の第4代当主で、世保 政康（よやす まさやす）とも記される。
元服時に将軍・足利義政より偏諱（「政」の字）を賜い、政康と名乗る（「康」の字は曾祖父・康行（初代当主）や祖父・康政（2代当主）の1字に由来する）。

## 概要
父の死後世保家を継承、応仁の乱では東軍に所属、応仁元年（1467年）3月に伊勢に乱入、西軍に参加した伊勢守護一色義直に代わって東軍から伊勢守護に補任された。しかし、伊勢国司北畠教具と対立、文明3年（1471年）に北伊勢の国人、長野氏の長野政高と共に北上してきた北畠軍と戦ったが、同年に伊勢守護を解任、北畠教具の子の北畠政郷に交替させられた。文明5年（1473年）に室町幕府に出仕、美濃で西軍で、惣領家の土岐成頼と斎藤妙椿と戦ったが、以後の消息は不明。